# عيد سد

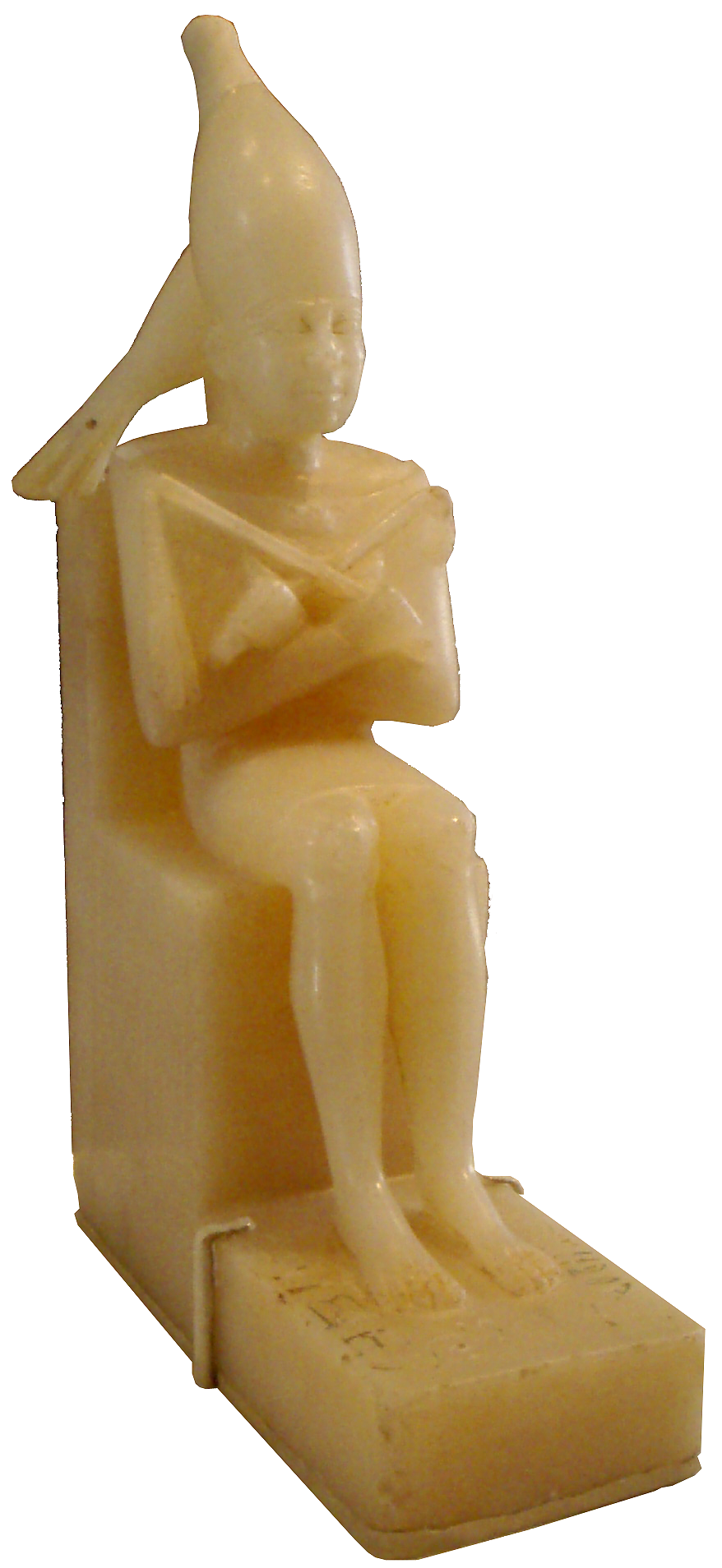
نحت المرمر من فرعون المملكة القديمة ، بيبي الأول، وهو يرتدي الاحتفال بعيد سيد ، ج. 2362 قبل الميلاد ، متحف بروكلين

عيد سد أو عيد الذيل كان احتفال مصري قديم يحتفل فيه بسيادة فرعون المستمرة لمصر. الاسم مأخوذ من اسم الاله المصري وبواوت أو سد.
عيد الذيل هو الاسم الاقل شيوعا ومشتق من اسم ذيل الحيوان الذي تم إرفاقه عادة بخلفية ثوب الفرعون في الفترات الأولى من التاريخ المصري. قد يكون هذا الذيل من بقايا رداء احتفالي سابق مصنوع من جلد حيوان كامل.
ومن المحتمل جد أن يكون الاحتفال بعيد سد من التقاليد القديمة، لأنه يظن أن السلطة الملكية كانت لا تعطى في الأصل للفرعون إلا لمدة ثلاثين عاماً يخلع عند نهايتها أو يقتل. ولذلك يعتقد أن العيد سد لم يكن إلا عادة وحشية بقيت لنا من تراث الأزمان القديمة. ولكنها أخذت صبغة أكثر إنسانية مما كانت عليه من قبل فبدلًا من عزل الفرعون كان يظهر بعد مضي الثلاثين سنة كأنه ملك جديد للوجه القبلي والوجه البحري؛ وبهذا التجديد المصطنع كانت تنبعث فيه قوة جديدة بها يمكنه أن يبدأ عهدًا جديدًا.
وهذا الاحتفال الذي كان في الأصل يحدث كل ثلاثين عامًا يظهر أنه كان يقام منذ العصر الطيني في زمن أقل. ولكن الاسم بقي كما كان قديمًا. ولما كان الملك له صبغة إلهية فإن الأعياد التي كانت تقام تعظيمًا للآلهة أصبحت لها أهمية عظيمة جدًا. فكانت سنتها تعتبر تاريخًا ثابنًا يؤرخ به. كما يمكن مشاهدة ذلك على حجر بلرم.

## تاريخ

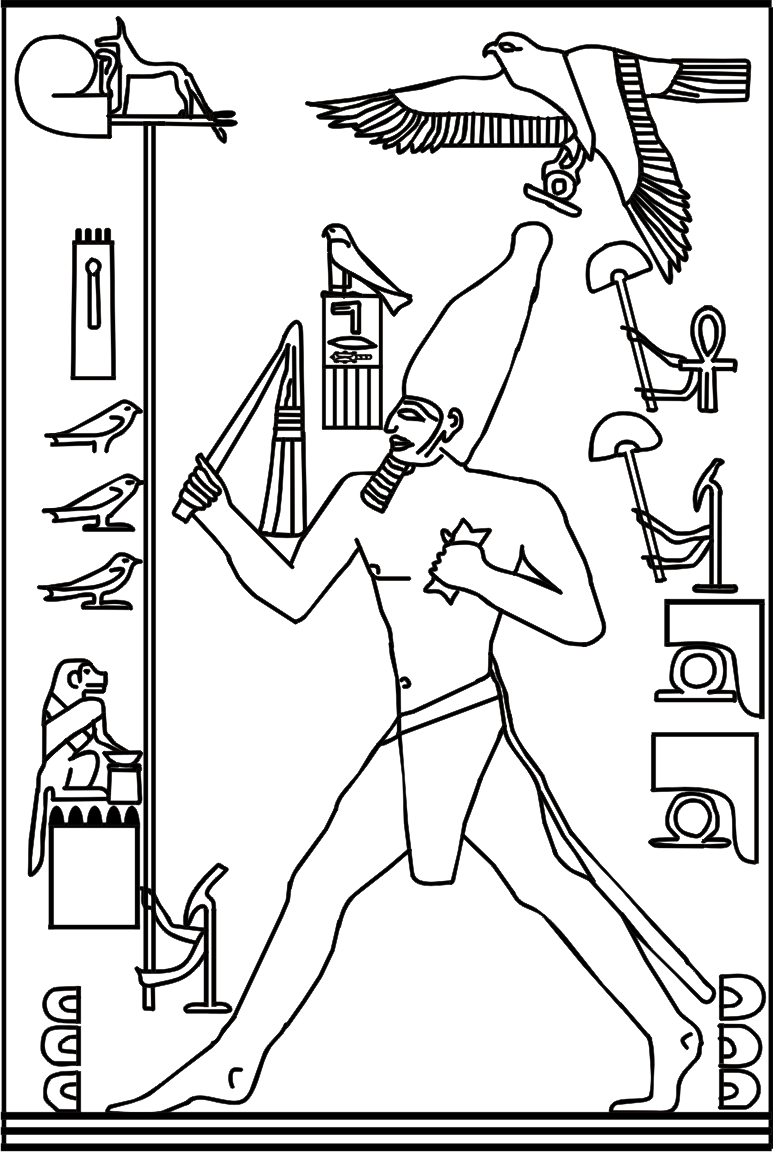
الملك زوسر أثناء الإحتفال بعيد سد

على الرغم من قدم هذا الاحتفال ووجود مئات الإشارات إليه على مدار تاريخ مصر القديمة ، إلا أن أكثر السجلات التفصيلية للاحتفالات — بصرف النظر عن عهد أمنحتب الثالث — تأتي في الغالب من نقش بارز لملك الأسرة الخامسة ني أوسر رع في معبد الشمس في أبو غراب بشرق الكرنك، ونقش بارز أخر من ملك الأسرة الثانية والعشرين أوسركون الثاني في تل بسطة.
ربما تم إنشاء هذا الاحتفال القديم ليحل محل طقوس قتل فرعون الغير قادر على الاستمرار في الحكم بشكل فعال بسبب عمره أو حالته الصحية. في النهاية ، كان احتفالاً يوبيلًا بعد استمرار الفرعون لمدة ثلاثين عامًا في الحكم ثم كل ثلاث إلى أربع سنوات بعد ذلك. تم عقده بالاساس لتجديد قوة الفرعون وقدرته على التحمل واحتفالًا بنجاحه المستمر.
هناك أدلة واضحة على أن الفراعنة الأوائل كانوا يحتفلون بهذا العيد، مثل فرعون الأسرة الأولى دن  وفرعون الأسرة الثالثة زوسر. في هرم زوسر ، هناك حجرتان حدوديتان في بلاط سيد ، الذي يقع داخل مجمع الهرم الخاص به تظهر الاحتفال بهذ العيد.
أحد أقدم الاحتفالات الموثقة في عهد فرعون الأسرة السادسة بيبي الأول في وثيقة صخرة جنوب سقارة. وكان أكثرها ترفاً في عهد رمسيس الثاني وأمنحتب الثالث. أستمرت العادة بهذا الاحتفال مع ملوك الحقبة الليبية في وقت لاحق مثل شيشنق الثالث، شيشنق الخامس، اوسركون الأول ، الذي احتفل به للمره الثانية خلال عامه الثالث والثلاثين، وأوسوركون الثاني الذي بنى معبدًا ضخمًا في تل بسطة ببوابة من الجرانيت الأحمر مزينة بمناظر من هذا اليوبيل لإحياء ذكرى هذا الاحتفال.
العديد من الفراعنة انحرفوا عن هذا التقليد ولا سيما فرعوني الأسرة الثامنة عشرة ، حتشبسوت وأخناتون.